# Beatrice Fihn
Beatrice Fihn, född 17 november 1982 i Göteborg, är en svensk jurist. Mellan 2017 och januari 2023 var hon generalsekreterare för International Campaign to Abolish Nuclear Weapons (ICAN). Organisationen blev tilldelad Nobels fredspris 2017.

## Biografi
Beatrice Fihn studerade internationella relationer vid University College London och Stockholms universitet fram till 2008 för en kandidatexamen. Hon genomgick vidare utbildning vid Women's International League for Peace and Freedom (WILPF) och har medverkat i UNCDF:s och FN:s råd för mänskliga rättigheter. Hon har sedan arbetat vid en bank i Genève och studerat vid University College London International Law med en masterexamen i juridik.

### I media
Intervjuad i P1 250316   Sommarpratare 2018 